# Portret Alfonsa d'Avalosa s pažem
Portret Alfonsa d'Avalosa u oklopu s pažem je renesansni portret Alfonsa d'Avalosa, kondotjera i VI. markiza od Pescara, zapovjednika vojske cara Karla V., kojega je naslikao Tizian oko 1533. godine u Bologni. 
Alfonso d'Avalos je bio nećak Fernanda d'Avalosa, vrhovnog zapovjednika vojske Karla V. tijekom talijanskih ratova. Nakon njegove smrti 1525. godine u Bitci kod Pavije, Alfonso je naslijedio svog strica na tom položaju. God. 1533., kada je slika naslikana, da D'Avalos je bio na vrhuncu svog prestiža i moći. Tako ga je Tizian i naslikao.
Slika prikazuje Alfonsa d'Avalosa ispred crne pozadine s pažem na lijevoj strani. Njegov pogled u desno je fokusiran dok svojom lijevom rukom obuhvaća balčak mača. Čini se kako ne primjećuje dijete koje ga doseže tek do struka i koje mu rukama pruža kacigu. Ogrlica koja mu štiti vrat, naramenice i tri trake na oklopu prsa su mu raskošno ukrašene gravurama. Oko vrata mu se nalazi zlatni Orden zlatnog runa, simbol viteštva, ukrašen crvenkastim kremenom. Svjetlost pada s gornjeg desnog kuta, osvjetlivši dva lica, koja se tu i tamo odražavaju na sjajnoj crnoj površini oklopa.
Nakon smrti Alfonsa d'Avalosa slika je došla kao nasljeđe njegovom sinu, markizu Francescu Ferdinandu d'Avalosu (oko 1530. – 1571.). Nakon nepoznatog vremena u obitelji, slika je iz nepoznatog razloga završila u Poljskoj, u posjedu kralaj Jana III. Sobjeskog. Poslije abdikacije kralja Stanislava II., slika je završila kod obitelji Potocki kod kojih je ostala do 1921. godine kada je Alfred Potočki (1786. – 1862.) sliku prodao kontesi Martine-Marie-Pol de Béhague (1870. – 1939.). Njezin nećak, Hubert de Ganay, je naslijedio njezinu kolekciju umjetnina, uključujući i Tizianov portret. God. 1990., njegovi nasljednici su prodali ovaj portret osiguravajućoj kući Axa za 65 milijuna franaka. Vlasnici su sliku posudili muzeju Louvreu na 12 godina uz opciju prvootkupa slike. No, po isteku posudbe sliku je 2004. kupio J. Paul Getty muzej u Los Angelesu za 70 milijuna američkih dolara (dospjevši na popis najskupljih slika), no ovaj iznos nikada nije potvrđen.
Nakon slika Venera i Adonis (1555./1560.) i Magdalena pokajnica (1555./1565.), ovaj portret je treća Tizianova slika u kolekciji muzeja Getty.

## Vanjske poveznice
- (engl.) Službene stranice slike muzeja J. Paul Getty